# Bartholomeus (restaurant)
Bartholomeus is een restaurant in Heist en bezit sinds de Michelingids 2014 twee Michelinsterren.
Chef-kok Bart Desmidt biedt een Frans-Belgische keuken en is aangesloten bij "De meesterkoks van België". Hij gebruikt voornamelijk seizoensgebonden ingrediënten en als visserskleinzoon dikwijls producten uit de zee.. In het verleden promootte hij al het gebruik van zeeduivel. Hij deed ook mee aan Masterclass 2011.
Desmidt sloot het restaurant op 15 december 2019. Een paar maanden later werd het restaurant in een nieuw concept heropend. Het kreeg direct weer twee Michelinsterren.